# Computer Games Magazine
Computer Games Magazine est un magazine mensuel américain, consacré au jeu vidéo sur ordinateur, publié entre 1988 et 2007. En plus d'informations sur l'industrie vidéo ludique et des tests de jeux vidéo, le magazine publie également des interviews de concepteur de jeu, des articles écrits par des développeurs et des comptes rendus des principaux salons de jeu vidéo. Avec 19 ans d'existence, il est le magazine consacré au jeu sur ordinateur ayant été publié pendant le plus longtemps après Computer Gaming World. 

## Historique
Computer Games Magazine est créé au Royaume-Uni sous le titre Games International qui reflète sa dimension internationale de l'époque. Pour illustrer une spécialisation de plus en plus importante dans les jeux de stratégie, il est plus tard renommé Strategy Plus. En 1991, le magazine est racheté à Walker par Yale et Tina Brozen qui renomment le magazine Computer Games: Strategy Plus. Le magazine est alors distribué à près de 240 000 exemplaires dans le monde. En 1999, le magazine change à nouveau de main avec l'acquisition de Chips & Bits par l'éditeur TheGlobe.com. Il change à nouveau de nom et est alors baptisé Computer Games Magazine.